# Angeliera phreaticola
Angeliera phreaticola là một loài chân đều trong họ Microparasellidae. Loài này được Chappuis & Delamare miêu tả khoa học năm 1952.